# Replica (Vaundyのアルバム)
『replica』（レプリカ）は、日本のシンガーソングライター・Vaundyの2枚目のスタジオ・アルバム。2023年11月15日に、SDR / Vaundy Artwork Studioから発売された。

## 概要
前作『strobo』より約3年半ぶりとなるフルアルバム。全35曲、CD2枚組で構成される。うち21曲が先行配信を含む既発リリース曲となっている。
Disc 1には、「呼吸のように」「ZERO」「カーニバル」などのタイアップ曲を含む全15曲が収録されている。Disc 2には前作『strobo』後に発表した配信シングル曲19曲がリリース順に収録されている。本アルバムに収録された楽曲は、「裸の勇者」を除いて初CDパッケージ化となった。

## 背景

### 2020年以前
2019年にデビューしたVaundyは、2020年、初のフルアルバム『strobo』をリリース。Spotify Premium CMソングに使用された「不可幸力」を筆頭にアルバム収録曲が話題を集めた。12月、『strobo』発売後初の楽曲「世界の秘密」を配信リリース。

### 2021年
1月8日に日本テレビにて放送された『バズリズム02』の新春恒例企画「今年コレがバズるぞ！BEST10」で、Vaundyが1位を獲得した。それが話題となり、「怪獣の花唄」や「東京フラッシュ」など複数曲の再生回数が急増し、翌週発表されたBillboard JAPANの総合チャート「Hot 100」の100位以内に4曲がチャートインした。5月、「不可幸力」がリリースから1年4ヶ月で自身初のストリーミング累計1億回再生を突破した。
ライブ活動では、5月から6月にかけて、東京・大阪の2都市3会場で「one man live “KATARIBE"」を開催。9月からは全国5ヶ所を巡る自身初のライブツアー「one man live tour “HINODE”」を開催した。
2021年に配信等でリリースされた楽曲は8曲。7月に読売テレビ・日本テレビ系日曜ドラマ『ボクの殺意が恋をした』の主題歌として「花占い」を書き下ろした他、11月に配信リリースされた「踊り子」は2022年5月に自身最速でストリーミング累計1億回再生を突破するヒット曲となった。それらの他にも、12月にはYouTubeチャンネル「THE FIRST TAKE」で行われたコラボ企画でmilet × Aimer × 幾田りらに「おもかげ (produced by Vaundy)」を楽曲提供・プロデュースを行った。

### 2022年
2月に自身初の EP『裸の勇者』をフィジカルリリース。表題曲「裸の勇者」は、テレビアニメ『王様ランキング』第2クールのオープニングテーマに使用された。
同月より5月にかけてはライブツアー「one man live tour “NIDONE”」を開催した他、複数の音楽フェスへ出演、9月に日本武道館でのライブが決定するなど露出が増加。9月8日・9日、自身初となる日本武道館公演「Vaundy one man live at NIPPON BUDOKAN "深呼吸"」を開催。チケットは即日完売、2日間で26,000人を動員した。本公演は、2023年1月1日に公式YouTubeチャンネルにて配信された。
3月、ABEMAオリジナル恋愛番組『彼とオオカミちゃんには騙されない』の主題歌「恋風邪にのせて」をリリース、また菅田将暉に報道番組『news zero』（日本テレビ系）のテーマソングとして「惑う糸」を提供した。6月には、アニメーション映画『ONE PIECE FILM RED』の挿入歌として、本映画の歌唱キャストであるAdoに楽曲「逆光」の提供を行ったことが発表された。「逆光」は7月のリリース後、Billboard Japan Hot 100チャートで最高2位を記録、ストリーミング累計2億回を超えるヒット作となる。10月にはテレビアニメ『チェンソーマン』のエンディングテーマに使用された「CHAINSAW BLOOD」や、テレビ朝日系ドラマ「ジャパニーズスタイル」の主題歌「瞳惚れ」などタイアップ曲を次々リリースした。
12月31日、第73回NHK紅白歌合戦に初出場。当日は、白組として出場し「怪獣の花唄」を歌唱した。また、プロデュースしたmilet × Aimer × 幾田りらの楽曲「おもかげ」にも参加し、milet × Aimer × 幾田りら × Vaundyとして、紅組でも出場。

### 2023年
昨年末の「紅白歌合戦」が話題となり、歌唱曲である「怪獣の花唄」の人気が沸騰。Billboard JAPANの総合ソング・チャート「Hot 100」で放送直後の週で3位、次週のチャートでも4位を記録する大ヒットとなる。収録アルバム「strobo」の売り上げは放送前に比べて5倍以上に増加した。6月に公開されたBillboard JAPANの2023年上半期チャートでは、ストリーミング3位、ダウンロード8位で総合4位にチャートインした。
1月にはフジテレビ系テレビドラマ『女神の教室 〜リーガル青春白書〜』の主題歌「まぶた」を配信リリースした他、ホールツアー「Vaundy one man live tour "replica"」をスタート。3月までに全国14都市25公演をまわる自身最大規模のホールツアーであり、チケットは全公演が即日完売した。このツアーでは、セットの一部やVaundyが着ていたTシャツに、本作のパッケージの元やジャケットが散りばめられていた。3月にはABEMAオリジナル恋愛番組『花束とオオカミちゃんには騙されない』の主題歌「そんなbitterな話」が配信リリースされた。
2023年春にVaundyは大学を卒業。その後もテレビ朝日系放送の週末のニュース番組「サタデーステーション」と「サンデーステーション」のオープニングテーマ「美電球」やNetflixシリーズ『御手洗家、炎上する』主題歌「カーニバル」などのタイアップ曲、夏フェスなどで披露された「replica」などの新曲が発表された。

### アルバムのリリース
2023年7月29日に開催された「FUJI ROCK FESTIVAL '23」に参加したVaundyより、同年秋に自身2枚目のスタジオ・アルバム『replica』をリリースすることが発表された。
8月14日、CD2枚組のアルバムとして同年11月15日にフィジカルリリースされることが発表された。同日より各店舗チェーンでの予約が開始され、既発表楽曲の一部がアルバムが収録にされることも発表された。

## リリース・プロモーション・イベント
本作は完全生産限定盤と通常盤の2形態で発売された。どちらもDVD Blu-ray等の収録はなく、CD収録内容も共通している。完全生産限定盤ではVaundy本人が一から設計した、プラスチック製のスペシャルブリスターパックパッケージに梱包されている。通常盤には初回限定仕様の特殊スリーブで発売開始され、初回限定仕様の在庫がなくなり次第通常仕様が発送開始された。1月17日に発売されたアナログ盤には全4枚が収録され、各ディスクごとに色の違うカラーヴァイナル仕様で販売される。同日発売のカセットテープは2本組であり、クリアディスク仕様。
アルバムの収録曲情報やCDジャケットは、2023年9月8日にトレーラー映像とあわせて一斉に公開された。アルバムの収録曲に関しては、全35曲のうち「呼吸のように」「トドメの一撃 feat. Cory Wong」の2曲はタイトル未定として発表が先送りされ、9月29日の「ZERO」の配信リリースと共に発表された。
その他、アルバムのリリースイベント「Vaundy New Album “replica” Release Party」の開催も発表された。
アルバムの収録曲情報等を含んだ詳細なトレーラー映像は、Disc 1とDisc 2で分けて作成された。10月13日に公開されたDisc 2のトレーラー映像は、前作以降にリリースされた楽曲のミュージックビデオで構成され、CDの収録順に紹介されている。リリース前日の11月14日に公開されたDisc 1のトレーラー映像では、インスト曲を除く新曲12曲がCG映像と共に紹介されている。
11月8日、アルバムのDisc 1より「呼吸のように」が先行配信された。これによりアルバムの配信ジャケットも公開された。
11月15日、CDおよび音楽配信媒体においてアルバムがリリースされた。同日の19時からVaundy公式YouTubeチャンネルにて特別番組が配信された。特番はMV特集、ライブ映像、本人のインタビューの3パートで構成された。ライブ映像は、2022年9月9日に行われた「one man live at BUDOKAN "深呼吸"」公演と2023年3月26日に行われた「one man live tour “replica”」東京ガーデンシアター公演の中からアルバム収録曲を抜粋して放送された。リリース日前後にはVaundyによる「渋谷ジャック」が行われ、渋谷ハチ公前広場ではVaundyの広告ボード掲載や、トレーラー映像の放映、タワーレコード渋谷店内では『replica』の世界観を再現した大型展開などが実施された。
12月1日に横浜アリーナにてアルバムのリリースを記念したライブイベント「Vaundy New Album “replica” Release Party」が開催された。イベントにはSony Music Shopでアルバムを購入した人の他、Vaundyファンクラブ会員が参加できた。同日に放送されたテレビ朝日系『ミュージックステーション』では、イベント会場から生放送でライブをつなぎ、「トドメの一撃 feat.Cory Wong」「逆光 -replica-」「怪獣の花唄 -replica-」の3曲を披露した。Vaundyが『ミュージックステーション』に出演するのは初である。また、同公演のMCにて、2024年1月17日に本アルバムのアナログ盤・カセットテープが発売されることが発表された。

## チャート成績
オリコンチャートの2023年11月27日付週間CDアルバムランキングでは、56,037枚を売り上げ3位にランクインした。
11月27日付の「Billboard Japan Hot Albums」では売り上げ2位、ダウンロード首位を記録し、総合2位を獲得。同週のアーティストチャート「Artist 100」において首位を獲得した。

## 収録内容
| 全作詞・作曲・編曲: Vaundy。 |                             |        |            |      |
| #                            | タイトル                    | 作詞   | 作曲・編曲 | 時間 |
| 1.                           | 「Audio 007」               | Vaundy | Vaundy     | 1:11 |
| 2.                           | 「ZERO」                    | Vaundy | Vaundy     | 3:52 |
| 3.                           | 「美電球」                  | Vaundy | Vaundy     | 2:56 |
| 4.                           | 「カーニバル」              | Vaundy | Vaundy     | 3:23 |
| 5.                           | 「1リッター分の愛をこめて」 | Vaundy | Vaundy     | 3:10 |
| 6.                           | 「常熱」                    | Vaundy | Vaundy     | 3:59 |
| 7.                           | 「Audio 006」               | Vaundy | Vaundy     | 1:14 |
| 8.                           | 「宮」                      | Vaundy | Vaundy     | 5:15 |
| 9.                           | 「黒子」                    | Vaundy | Vaundy     | 4:08 |
| 10.                          | 「逆光 - replica -」        | Vaundy | Vaundy     | 3:57 |
| 11.                          | 「NEO JAPAN」               | Vaundy | Vaundy     | 4:13 |
| 12.                          | 「呼吸のように」            | Vaundy | Vaundy     | 5:45 |
| 13.                          | 「怪獣の花唄 - replica -」  | Vaundy | Vaundy     | 3:42 |
| 14.                          | 「Audio 008」               | Vaundy | Vaundy     | 0:22 |
| 15.                          | 「replica」                 | Vaundy | Vaundy     | 5:23 |
| 合計時間:                    | 合計時間:                   | 52:30  |            |      |

- 「replica」の終了後に、ボーナス・トラックとして「pained」が収録されている。

| 全作詞・作曲・編曲: Vaundy。 |                                 |        |            |      |
| #                            | タイトル                        | 作詞   | 作曲・編曲 | 時間 |
| 1.                           | 「Audio 003」                   | Vaundy | Vaundy     | 1:48 |
| 2.                           | 「世界の秘密」                  | Vaundy | Vaundy     | 3:40 |
| 3.                           | 「融解sink」                    | Vaundy | Vaundy     | 4:03 |
| 4.                           | 「しわあわせ」                  | Vaundy | Vaundy     | 4:33 |
| 5.                           | 「benefits」                    | Vaundy | Vaundy     | 4:06 |
| 6.                           | 「花占い」                      | Vaundy | Vaundy     | 3:27 |
| 7.                           | 「Tokimeki」                    | Vaundy | Vaundy     | 3:33 |
| 8.                           | 「泣き地蔵」                    | Vaundy | Vaundy     | 2:31 |
| 9.                           | 「踊り子」                      | Vaundy | Vaundy     | 3:49 |
| 10.                          | 「裸の勇者」                    | Vaundy | Vaundy     | 3:22 |
| 11.                          | 「恋風邪にのせて」              | Vaundy | Vaundy     | 4:15 |
| 12.                          | 「走馬灯」                      | Vaundy | Vaundy     | 4:57 |
| 13.                          | 「mabataki」                    | Vaundy | Vaundy     | 4:06 |
| 14.                          | 「CHAINSAW BLOOD」              | Vaundy | Vaundy     | 3:22 |
| 15.                          | 「瞳惚れ」                      | Vaundy | Vaundy     | 4:19 |
| 16.                          | 「忘れ物」                      | Vaundy | Vaundy     | 3:18 |
| 17.                          | 「置き手紙」                    | Vaundy | Vaundy     | 4:00 |
| 18.                          | 「まぶた」                      | Vaundy | Vaundy     | 4:16 |
| 19.                          | 「そんなbitterな話」            | Vaundy | Vaundy     | 4:36 |
| 20.                          | 「トドメの一撃 feat.Cory Wong」 | Vaundy | Vaundy     | 5:10 |
| 合計時間:                    | 合計時間:                       | 77:11  |            |      |

## 楽曲解説

### Disc1
Disc1では「Audio 007」「Audio 006」「Audio 008」がSEとして収録され、世界観がつながるように設計された。「常熱」「黒子」など、1人で全ての演奏を担った曲があり、Vaundyは「『strobo』より僕の本質に近い音楽になってると思います。」と語っている。また、前作『strobo』の収録曲である「怪獣の花唄」や、2022年にAdoに提供した楽曲「逆光」のセルフカバーがDisc1にリアレンジされて収録されている。また、「逆光 - replica -」には凛として時雨のTKがギタリストとして参加している。

#### ZERO
2曲目に収録。2023年9月29日に配信限定シングルとしてリリースされた。SpotifyブランドTVCMソング。
「ライブで曲を聴いた瞬間に体がノる曲」というイメージをもとに作られたギターロック曲。2023年に行われた夏フェスで先行して披露された。楽曲の歌詞は英語に聴こえるが、Vaundy本人はメロディーを翻訳したようなでたらめ言葉であり、歌詞がない曲だと話している。Vaundy曰くサウンド面などでOasisや細野晴臣の影響が入っている。
2023年10月17日よりオンエアされたSpotifyのテレビCMに楽曲が使用された。Spotifyとのタッグは「不可幸力」以来であり、同CMのナレーションもVaundyが担当している。
2024年1月1日の年が変わった瞬間にミュージック・ビデオが公開された。2023年に出演した音楽フェスでの実際のライブ映像をドローンで撮影したものを、CGと組み合わせて構成されている。ビデオの監督を務めたTakuya Oyama（VANLI）は楽曲について「どんな世界線でも Vaundy は人の心」とコメントしている。

#### 美電球
3曲目に収録。 テレビ朝日『サタデーステーション』『サンデーステーション』オープニングテーマ。読みは「びでんきゅう」。
「“いまを知る”ことは、明るい将来への“道しるべ”ともなる」という制作側のニュースへの思いをテーマに歌ったスタイリッシュなロック・ナンバー。
2023年4月5日、『サタデーステーション』『サンデーステーション』の2番組の新オープニングテーマに本楽曲が使用されることが発表された。4月8日放送の『サタデーステーション』より使用されている。
曲の前半はVaundy一人で演奏されている。また、Vaundyは坂本慎太郎を意識して作ったとインタビューで明かされている。楽曲についてVaundyは以下のようにコメントしている。
この曲は人が日常でふと感じる、些細な”物足りない“と思う感情がいずれ野望となる小さな灯りが灯った瞬間であり、それはまるで呪文のような力を秘めているんだ、ということをうたった曲です。
今に満足することなく、より良い未来を自分の力で切り拓いて掴み取っていく、そんな物語のはじまりの瞬間を切り取りました。
ボーカルバージョンとストリングスバージョンとでまた違った印象にもなっているので、両方の違いも楽しんでもらえると嬉しいです。—Vaundy、

#### カーニバル
4曲目に収録。Netflix「御手洗家、炎上する」主題歌。
7月5日、同月13日より配信されるNetflixシリーズ「御手洗家、炎上する」主題歌に本楽曲が使用されることが発表された。同時に楽曲の一部を使用した予告映像が公開された。楽曲は7月13日のシリーズ配信日よりエンドロールにて先行視聴が開始された。
11月24日に永野芽郁が出演するミュージックビデオが公開された。監督は林響太郎。

#### 常熱
6曲目に収録。リクルート ゼクシィ「ふたりの結婚式から、わかること」篇 CMソング。オムニバス映画『GEMNIBUS vol.1』テーマソング。
アップテンポなラブソングであり、「平熱じゃいられないほどの毎日を君にあげるよ」というメッセージのこもった楽曲。タイトルは「情熱」と「常に熱」のダブルミーニング。
作詞についてVaundyは、気持ちを説明するだけの「好き」や「愛してる」といった言葉は避け、「なぜ好きなのか」や、感情に常に怒っている変化を拾って曲にしていると語っている。また、歌詞の抑揚の落差を見せるために、ギター、ドラム、ベース等の演奏もVaundy一人で担当し、粗を見せるなどの工夫がされている。
楽曲はアルバムのリリースに先駆けて11月9日からFM802ラジオにて先行オンエアされた。また、アルバム発売日である11月15日までの期間同ラジオで独占オンエアされた。
2024年2月より、株式会社リクルートの結婚情報サービス「ゼクシィ」のCMソングに使用されている。
2024年4月には、同年6月から7月にかけ公開された、東宝が手掛けるプロジェクト「GEMSTONE Creative Label」の初の劇場公開作品である短編オムニバス映画『GEMNIBUS vol.1』の主題歌に楽曲が使用された。

#### NEO JAPAN
11曲目に収録。BUDDHA BRANDの「人間発電所」に影響されて作った曲。初のラップに挑戦した楽曲でもあるが、「アルバムの中で一番自信がない」とコメントしている。ラップは90年代くらいのサンプリング文化の中で生まれたラップを目指して制作された。曲はVaundy一人で演奏されている。

#### 呼吸のように
12曲目に収録。2023年11月8日に先行配信リリースされた。映画「正欲」主題歌。Vaundyにとって初の映画主題歌タイアップである。
かけがえのない人とのつながりを歌った壮大なバラード。楽曲はVaundyが『strobo』の制作前後に書いていた未発表曲が元になっており、映画の世界観に合うようにVaundy自身が曲を選ぶといった形で映画に提供された。Vaundyは楽曲について以下のようにコメントしている。
“生きるということは息を吸うということ。少しでも長く君と同じ空気を吸っていたいのさ、というシンプルな想いをこの曲にこめています。”—Vaundy、
9月19日、映画「正欲」の主題歌として本楽曲が使用されたことが発表された。10月6日には楽曲を用いた映画の予告映像が公開された。11月7日放送の、映画『正欲』主演の稲垣吾郎が出演しているTOKYO FM『THE TRAD』にて楽曲が初オンエアされた。
11月8日にアルバムから楽曲が先行配信リリースされた。このリリースによってアルバムの配信ジャケットが公開された。11月15日には、YouTubeにて、楽曲を使用し本作の岸善幸監督が監修を務めた長編の予告動画が公開された。
2023年12月25日にミュージック・ビデオが公開された。ビデオでは、映画にも出演した磯村勇斗がハグをする人たちを傍観する青年を演じている。ビデオについて磯村は「他人との接触を遮りたくなる、そんな孤独を抱きつつも、目に飛び込む人の温もりは、歌詞と共に誰かを求めたくなる。不干渉になりつつある世の中だからこそ、沢山の人達がハグをする光景は、大切な人に触れたい。と感じる心温まる作品になっています」とコメントしている。

#### replica
15曲目に収録。本アルバムのタイトルナンバーであり、アルバムのコンセプトを象徴したミディアムロックナンバー。Vaundy曰くデヴィット・ボウイを意識して作られた。
本アルバムの発売が発表された、2023年7月29日の「FUJI ROCK FESTIVAL ’23」で楽曲が新曲として披露された。同じく夏フェスで披露された新曲「ZERO」は9月29日に先行して配信リリースされたが、本楽曲はアルバムの発売をもってリリースとなった。
2024年5月26日に全編アニメーションで制作されたミュージック・ビデオが公開された。監督ははNIOが務めた。また、ミュージック・ビデオの公開が予告された5月23日にはVaundy ART Work StudioのXアカウントにおいてVaundy本人による楽曲に込められたストーリーが投稿された。

#### pained
CDにのみ収録のシークレット・トラック 。
2025年6月18日に事前告知なしで配信リリースされた。配信ジャケットはVaundy本人が担当した。

### Disc2
Disc2には前作以降リリースされた配信シングル曲がリリース順に収録されている。本来は既存曲もDisc1にリアレンジして収録する予定であったが収録曲の多さ故叶わず、全形態共通のおまけといった立ち位置である。
以下の楽曲については、それぞれの記事を参照。
- 「世界の秘密」
- 「花占い」
- 「Tokimeki」
- 「踊り子」
- 「裸の勇者」
- 「恋風邪にのせて」
- 「CHAINSAW BLOOD」
- 「そんなbitterな話」
- 「トドメの一撃 feat.Cory Wong」

#### 融解sink
3曲目に収録。2021年2月24日に配信限定シングルとしてリリースされた。
2021年1作目の配信シングル。2月18日にリリースが告知された。その発表とあわせてミュージック・ビデオのティーザー映像が公開された。
2020年3月にリリースした「life hack」と同じ時期に作られた楽曲。他人の不幸を吸い取って生きている人々の悲しみや苦しみが歌われている。
楽曲は2月22日放送のFM802『EVENING TAP』で初公開された。
配信リリースと同時にミュージック・ビデオが公開された。監督は横堀光範が務めた。女優の南沙良が出演し、実写とCGを使った幻想的な美しい世界観の映像となっている。
ミュージック・ビデオの監督の横堀光範は楽曲について「僕たちの生活の中にはたくさんの痛みや悲しみ、苦しみがあります。「融解sink」を聴いた時、それらを全部包み込んでくれて、世界にはまだ知らないたくさんの可能性があるんだよと、教えてくれる様な深い優しさを感じました。」とコメントしている。

#### しわあわせ
4曲目に収録。2021年4月11日に配信限定シングルとしてリリースされた。専門学校 首都医校・大阪医専・名古屋医専 2021年度 CMソング。2022秋 マルハニチロ 冷凍食品 TVCMソング。ジャックス「物以上の、物語を。」シリーズCMソング。
人と人の見えない繋がりの強さを歌った、コーラスの入った壮大なアレンジが特徴的なミディアムバラード。専門学校 首都医校・大阪医専・名古屋医専からの依頼で書き下ろされた。以前から構想していたものの完成せずにいた曲が原型となっている。
2021年3月23日にNHK総合で放送された『シブヤノオト 卒業ソングSPECIAL』のパフォーマンス曲発表の際に突如楽曲が明かされた。同番組では16人編成のオーケストラとともに生パフォーマンスにて披露され、放送直後にはTwitterトレンド入りするような話題となっていた。4月6日に同月11日のリリースが告知され、同時に医専3校のホームページで楽曲の一部の先行視聴が開始された。
4月11日の配信リリースと同時にミュージック・ビデオがプレミア公開された。ミュージック・ビデオは公開後、YouTubeの急上昇ランキングにランクインするなど、注目を集めた。武イリヤや陽向謙斗、えんどぅなどが出演しており、監督は児玉裕一が務めた。同年の「MTV VMAJ 2021」にて、楽曲のミュージックビデオが「Best Visual Effects （最優秀視覚効果賞）」を受賞した。
2022年10月、同月21日から放映のマルハニチロの冷凍食品「新中華街」シリーズ「五目あんかけ焼そば」の新テレビCM「知らなかったじゃ、もったいない」編のCMソングとして楽曲が使用された。2023年5月には、同月15日から放映の小松菜奈が出演するジャックスのCM「物以上の、物語を。」シリーズのCMテーマソングとして楽曲が使用された。
2023年12月27日発表の「オリコン週間ストリーミングランキング」で、楽曲のストリーミング累計再生回数が1億回を突破した。同チャートの集計では自身13曲目の1億回突破曲である。

#### benefits
5曲目に収録。2021年6月12日に配信限定シングルとしてリリースされていた。
リリース前のライブで披露されていた楽曲。6月8日に配信が告知され、同日放送のJ-WAVE「SONAR MUSIC」で「benefits」が先行してオンエアされた。
配信開始日の6月12日にミュージック・ビデオが公開された。俳優の里々佳、鈴木康介、桜木那智の3人が出演し、「恋愛が統率された世界/様々な愛の形、解釈」をテーマに表現した映像となっている。監督は脇坂侑希。

#### 泣き地蔵
8曲目に収録。2021年10月19日に配信限定シングルとしてリリースされた。リリース前のライブツアーやイベントなどで披露されていた楽曲。
配信開始日の10月19日にミュージック・ビデオが公開された。監督は「東京フラッシュ」「life hack」に続いて3度目のタッグとなるMIZUNO CABBAGE。最新のバーチャル・プロダクション技術が使用され、「他人の不幸を娯楽コンテンツとして見ていませんか？」という人々への警告をテーマとしたビデオとなっている。ビデオの主演は笠松将。
　

#### 走馬灯
12曲目に収録。2022年7月11日に配信限定シングルとしてリリースされた。
90年代オルタナティヴロック的なサウンドのバラード。目の前から消えていったもの、手からこぼれ落ちていったものへの想いが歌われている楽曲である。7月4日に配信リリースが告知された。また、翌日放送のFM802「UPBEAT!」内にて先行してオンエアされた。
配信開始と同時にミュージック・ビデオが公開された。ビデオは日常にあった当たり前の風景が遠く忘れ去られていく感覚を映像にしたものとなっている。監督は横堀光範が務め、ビデオ公開時には「自分のいちばん大切な人を想いながら観ていただけたら幸せ」とのコメントを寄せた。

#### mabataki
13曲目に収録。2022年9月10日に配信限定シングルとしてリリースされた。サントリー「ボス カフェイン」CMソング。
9月9日に東京・日本武道館で行われたワンマンライブの最後に新曲として披露され、翌日より配信が開始された。また、リリースと同時に楽曲のミュージック・ビデオも公開された。ミュージック・ビデオはVaundy本人が監督を務め、楽曲提供をした交流もある菅田将暉が出演している。
2023年3月27日より放映された、サントリーの"BOSS"のテレビCM、それぞれ神木隆之介、杉咲花が出演する「起きてる？会議」篇と「起きてる？授業」篇のテーマ・ソングに楽曲が使用された。
8月17日に公開された、NTTドコモのWebムービー「青春タイムトリップ」のテーマソングとして、「mabataki」が使用された。　

#### 瞳惚れ
15曲目に収録。2022年10月28日に配信限定シングルとしてリリースされた。
テレビ朝日系 土曜ナイトドラマ『ジャパニーズスタイル』主題歌。
爽やかなギターのカッティングが特徴的なシティー・ポップナンバー。ドラマの主演・仲野太賀は楽曲について「聴けば聴くほど、勝手に体が踊り出すような、シティ・ポップ的な要素があって、軽やかで。主題歌がこんなすてきな曲で、本当に最高ですし、僕たちも芝居で負けないようにしたいです。」とコメントしている。Vaundyは楽曲について以下のようにコメントしている。
“今回このお話をいただいた時に、ほぼ本番一発勝負のシットコムスタイルと聞いて、このドラマの自由で楽しい雰囲気を表現できればと、この「瞳惚れ」という楽曲を作っていきました。
お芝居の雰囲気をそのまま引き継いで、ラストに次回も楽しみになるような曲に仕上がってます。ベースラインとメロディーがリズムを通して共存していて“瞳惚れ”する時の楽しいダンスルームのような、浮き足立ってダウンタウンへ繰り出していくような、そんな高揚感を感じながら聴いてもらえたらうれしいです。”—Vaundy、
10月8日、10月22日に放送がスタートする仲野太賀主演のテレビ朝日系ドラマ「ジャパニーズスタイル」の主題歌にVaundy書き下ろしの新曲が使用されたことが発表された。放送翌日の23日に楽曲の配信リリースが告知され、ミュージック・ビデオのティーザー映像が公開された。
ドラマの第2話放送前日の10月28日に配信リリースされ、放送の翌日である10月30日にミュージック・ビデオが公開された。ドラマで主演を務める仲野太賀が出演し、相手の“瞳”に一瞬で“惚れ”て、世界が色づいていく主人公を演じている。監督は渡邊哲。

#### 忘れ物
16曲目に収録。2022年11月14日に配信限定シングルとしてリリースされた。
日本マクドナルド「時をかけるバーガー」篇 CMソング。
10月19日、岡田准一が出演する日本マクドナルドのテレビCM「時をかけるバーガー」編のCMソングに楽曲が使用されたことが発表された。また、YouTubeにて期間限定で公開された、岡田が主演を務める「時をかけるバーガー」のショートフィルムのテーマソングとしても楽曲が使用された。11月11日に配信リリースが告知され、ミュージック・ビデオのティーザー映像が公開された。
11月14日に楽曲が配信リリースされ、同時にミュージック・ビデオが公開された。映像には宮﨑あおいが出演し、誰しもが不安を感じるような世の中を、それでも必死に生きようとする人々を描いたものとなっている。監督は丸山雄大。

#### 置き手紙
17曲目に収録。2022年11月28日に配信限定シングルとしてリリースされた。モリサワクラウド型フォントサービス「Morisawa Fonts」タイアップソング。
もともと作っていた同名の曲をアレンジして制作された。楽曲は不老不死の二人の話であり、思いを置き手紙にしたものの、結局呼吸するたびに君に伝えたいことが溢れてくるという思いが綴られている。「置き手紙」というタイトルは、曲を聴いた後に「置き手紙は結局いらなかった」と思わせるといった意図でつけられた。
11月24日に配信リリースが告知された。
配信リリース日の11月28日にミュージック・ビデオが公開された。「魔法の言葉」をキーワードにした、思いを伝えたい男女の物語が展開されている。タイアップの「Morisawa Fonts」とコラボし、ミュージック・ビデオ内では同サービスで提供するフォントの中から77種類のフォントを使用して歌詞が書かれている。また、クラフトモーションを使って、文字が膨らんだり、吹き飛ばされたりといった演出がされている。制作はクリエイティブスタジオ・Whatever Co.が、監督は牧野惇が務めた。

#### まぶた
18曲目に収録。2023年1月10日に21st配信限定シングルとしてリリースされていた。
フジテレビ系 月9ドラマ「女神の教室〜リーガル青春白書〜」主題歌。
本当に人と人が分かりあう時に、一度目を瞑る=まぶたを見る、ということが曲のテーマになっている。1月7日、同ドラマの主題歌に使用されたことと楽曲のリリースが同時に発表された。楽曲は1月9日のドラマの放送にて初公開され、翌日に配信リリースされた。
1月17日に楽曲のミュージック・ビデオが公開された。歌舞伎俳優の市川染五郎、女優の中島セナが出演し、登場人物たちが心を理解し合おうとする様を描いている。監督はVaundy自身が務めた。

## ツアー

### one man live ARENA tour “replica ZERO”
『Vaundy one man live ARENA tour “replica ZERO”』（バウンディ ワン マン ライブ アリーナ ツアー レプリカ ゼロ）は、2023年11月から2024年1月にかけて行われた、日本のシンガーソングライター・Vaundyのライブツアー。日本全国6箇所にて12公演が行われた。
| 年     | 開催日   | 会場                       | 備考     |
| ------ | -------- | -------------------------- | -------- |
| 2023年 | 11月18日 | ゼビオアリーナ仙台         |          |
| 2023年 | 11月19日 | ゼビオアリーナ仙台         |          |
| 2023年 | 12月2日  | 横浜アリーナ               |          |
| 2023年 | 12月3日  | 横浜アリーナ               |          |
| 2023年 | 12月9日  | マリンメッセ福岡 A館       |          |
| 2023年 | 12月10日 | マリンメッセ福岡 A館       |          |
| 2023年 | 12月16日 | 大阪城ホール               |          |
| 2023年 | 12月17日 | 大阪城ホール               |          |
| 2024年 | 1月5日   | 日本ガイシホール           |          |
| 2024年 | 1月6日   | 日本ガイシホール           |          |
| 2024年 | 1月20日  | 国立代々木競技場第一体育館 | 追加公演 |
| 2024年 | 1月21日  | 国立代々木競技場第一体育館 | 追加公演 |

#### ライブ映画
2024年5月10日、「one man live ARENA tour “replica ZERO”」アリーナツアーの模様を収めたライブ映画
「劇場版 Vaundy one man live ARENA tour “replica ZERO”」が公開された。
ツアーファイナル公演である1月21日の東京・代々木第一体育館でのライブの様子に加え、アルバム制作やアリーナツアーに帯同した密着映像、本人へのインタビューなどで構成したドキュメンタリーも収録された。全国40ヶ所以上の劇場で公開された。公開前日の5月9日には、全国の一部の劇場限定で先行応援上映が実施され、TOHOシネマズ新宿には上演後にVaundy本人がサプライズ登壇した。

## ミュージックビデオ
| 収録   | 収録 | 公開日 | 公開日   | タイトル                     | リンク      | 監督                             | 出演者・ダンサー |
| 収録   | 収録 | 年     | 月日     | タイトル                     | リンク      | 監督                             | 出演者・ダンサー |
| ------ | ---- | ------ | -------- | ---------------------------- | ----------- | -------------------------------- | --- |
| Disc 1 | #2   | 2024年 | 1月1日   | ZERO                         | [ 動画 1 ]  | Takuya Oyama                     | |
| Disc 1 | #4   | 2023年 | 11月24日 | カーニバル                   | [ 動画 2 ]  | 林響太郎                         | 出演者 出演：永野芽郁 |
| Disc 1 | #12  | 2023年 | 12月25日 | 呼吸のように                 | [ 動画 3 ]  | 渡邊哲                           | 出演者 出演：磯村勇斗 |
| Disc 1 | #13  | 2020年 | 7月3日   | 怪獣の花唄                   | [ 動画 4 ]  | 藤代雄一朗（DRAWING AND MANUAL） | 出演者 出演：鈴鹿央士、新谷心、海老塚幸穏 |
| Disc 1 | #15  | 2024年 | 5月26日  | replica                      | [ 動画 5 ]  | NIO                              | |
| Disc 2 | #2   | 2020年 | 12月27日 | 世界の秘密                   | [ 動画 6 ]  | 林響太朗                         | 出演者 出演：チバユカ |
| Disc 2 | #3   | 2021年 | 2月24日  | 融解sink                     | [ 動画 7 ]  | 横堀光範                         | 出演者 出演：南沙良 |
| Disc 2 | #4   | 2021年 | 4月11日  | しわあわせ                   | [ 動画 8 ]  | 児玉裕一                         | 出演者 出演：武イリヤ、日向謙斗、COCO、KATHLEEN、LOUIS CO、白石璃菜、西山遥都、CHINATSU/SAKRA（SIS）、KO、SHO CULLEN、えんどぅ                                                                                  |
| Disc 2 | #5   | 2021年 | 6月12日  | benefits                     | [ 動画 9 ]  | 脇坂侑希                         | 出演者 出演：鈴木康介、里々佳、桜木那智 |
| Disc 2 | #6   | 2021年 | 7月5日   | 花占い                       | [ 動画 10 ] | 渡邉直                           | 出演者 出演：中川大志、新木優子、柊木陽太、諏訪結衣、⽯原克 ダンサー：川本アレクサンダー、 raphael 、solomon、 yuko、ni-na、risa、KiLi、和田心、リオパラサイト、コタシンプソン、curumi.、HINA、Kyoichiro、Ayane |
| Disc 2 | #7   | 2023年 | 3月30日  | Tokimeki                     | [ 動画 11 ] | 二宮健                           | 出演者 出演：アンジェラ・ユン、浜田香織、メクダシ・カリル ダンサー：呉本磨衣、MIKU、SARA、 yuko、SHOKO、Shingo Okamoto、Daiki、Zange、パトリック・アキラ、コタシンプソン、Riki Honda、Kento                     |
| Disc 2 | #8   | 2021年 | 10月19日 | 泣き地蔵                     | [ 動画 12 ] | MIZUNO CABBAGE（UNDEFINED）      | 出演者 出演：笠松将、佐々木美緒 |
| Disc 2 | #9   | 2021年 | 11月17日 | 踊り子                       | [ 動画 13 ] | 小林光大                         | 出演者 出演：小松菜奈 |
| Disc 2 | #10  | 2022年 | 1月28日  | 裸の勇者                     | [ 動画 14 ] | 小林敦史                         | |
| Disc 2 | #11  | 2022年 | 3月12日  | 恋風邪にのせて               | [ 動画 15 ] | 丸山健志                         | 出演者 出演：成田凌、蒔田彩珠 |
| Disc 2 | #12  | 2022年 | 7月11日  | 走馬灯                       | [ 動画 16 ] | 横堀光範                         | 出演者 出演：長澤樹、南琴奈 |
| Disc 2 | #13  | 2022年 | 9月10日  | mabataki                     | [ 動画 17 ] | Vaundy                           | 出演者 出演：菅田将暉 |
| Disc 2 | #14  | 2022年 | 10月18日 | CHAINSAW BLOOD               | [ 動画 18 ] | 土屋貴史                         | 出演者 出演：小沢ちひな、小玉百夏、光根恭平 |
| Disc 2 | #15  | 2022年 | 10月30日 | 瞳惚れ                       | [ 動画 19 ] | 渡邊哲                           | 出演者 出演：仲野太賀、藤田エミリ |
| Disc 2 | #16  | 2022年 | 11月14日 | 忘れ物                       | [ 動画 20 ] | 丸山雄大                         | 出演者 出演：宮﨑あおい |
| Disc 2 | #17  | 2022年 | 11月28日 | 置き手紙                     | [ 動画 21 ] | 川村真司                         | |
| Disc 2 | #18  | 2023年 | 1月17日  | まぶた                       | [ 動画 22 ] | Vaundy                           | 出演者 出演：市川染五郎、中島セナ |
| Disc 2 | #19  | 2023年 | 3月20日  | そんなbitterな話             | [ 動画 23 ] | 堀田英仁                         | 出演者 出演：板垣李光人、伊藤万理華 |
| Disc 2 | #20  | 2023年 | 10月8日  | トドメの一撃 feat. Cory Wong | [ 動画 24 ] | 児玉裕一                         | 出演者 出演：長澤まさみ |

## 演奏
Disc 1
- TAIKING (Suchmos)：Guitar (#2.4.12.13.15)
- TK (凛として時雨)：Guitar (#10)
- hanna：Guitar (#3.9.13)
- Merlyn Kelly：Bass (#9.12.13.15)
- 吉田一郎：Bass (#2.3.4)
- 上ちゃん (マキシマム ザ ホルモン)：Bass (#10)
- BOBO：Drums (#2.3.4.9.10.12.13.15, secret track)
- TAIHEI (Suchmos, SAI)：Keyboards, Piano (#12.13)
- 常田俊太郎：Violin (#3.12.15, secret track)
- 亀井友莉：Violin, Viola (#12)
- 須原杏：Violin (#15, secret track)
- 三品芽生：Viola (#12)
- 小林知弘：Viola (#15, secret track)
- 村岡苑子：Cello (#12.15, secret track)

Disc 2
- TAIKING (Suchmos)：Guitar (#12.13.14.17.18.19)
- 生形真一 (ELLEGARDEN, Nothing's Carved In Stone)：Guitar (#2)
- 田渕ひさ子：Guitar (#5)
- hanna：Guitar (#10.16)
- Cory Wong：Guitar (#20)
- Hayata Kosugi / HSU (Suchmos)：Bass (#6.7.8.10)
- Merlyn Kelly：Bass (#12.13.16.17.19.20)
- 吉田一郎：Bass (#11.14.15.18)
- 有江嘉典：Bass (#3.5)
- BOBO：Drums (#3-8.10-14.16-20)
- 江﨑文武 (WONK)：Keyboards, Piano (#4.6.7.10.19)
- TAIHEI (Suchmos)：Keyboards, Piano (#18)
- 常田俊太郎：Violin (#4.6.10.13.16.19.20)
- 亀井友莉
  - Violin (#6.13.16.20)
  - Viola (#6.20)
- 三品芽生：Viola (#13.16)
- 村岡苑子：Cello (#4.6.10.13.19.20)
- 林はるか：Cello (#16)
- MELRAW：Sax (#6.18)
- 真砂陽地：Trumpet (#6.18)
- 川原聖仁：Trombone (#6.18)
- 武嶋聡：Flute (#20)
- Leia：Chorus (#3)
- av4in (kent watari)：Drums Samples (#2)